# Laureano Figuerola
Laureano Figuerola Ballester (Calaf, 4 de julio de 1816 - Madrid, 28 de febrero de 1903) fue un abogado, economista y político español, que desempeñó un papel importante al frente del Ministerio de Hacienda al principio del Sexenio Democrático. Asimismo, sirvió como presidente del Senado.

## Biografía
Nació el 4 de julio de 1816 en la localidad de Calaf, en la actual provincia de Barcelona.
Después de haber empezado sus estudios de Filosofía, se graduó de Bachiller de Leyes en 1838, llegando luego, en 1840, a la Universidad Central. Desde esta fecha fue profesor sustituto de Derecho Constitucional y Economía Política de la Escuela Barcelonesa, ganando en 1845 la cátedra de Derecho Administrativo y Economía Política de la Universidad de Barcelona. En 1853 fue catedrático de Economía Política, Derecho Político y Legislación Mercantil en la Universidad Central de Barcelona (1851) y Central de Madrid (1853). Fue académico de Ciencias Morales y Políticas y fundador de la Sociedad Libre de Economía Política —junto con Gabriel Rodríguez, Luis María Pastor, Manuel Colmeiro, Echegaray y Moret— mostrando sus preferencias por el librecambismo.

### Etapa ministerial

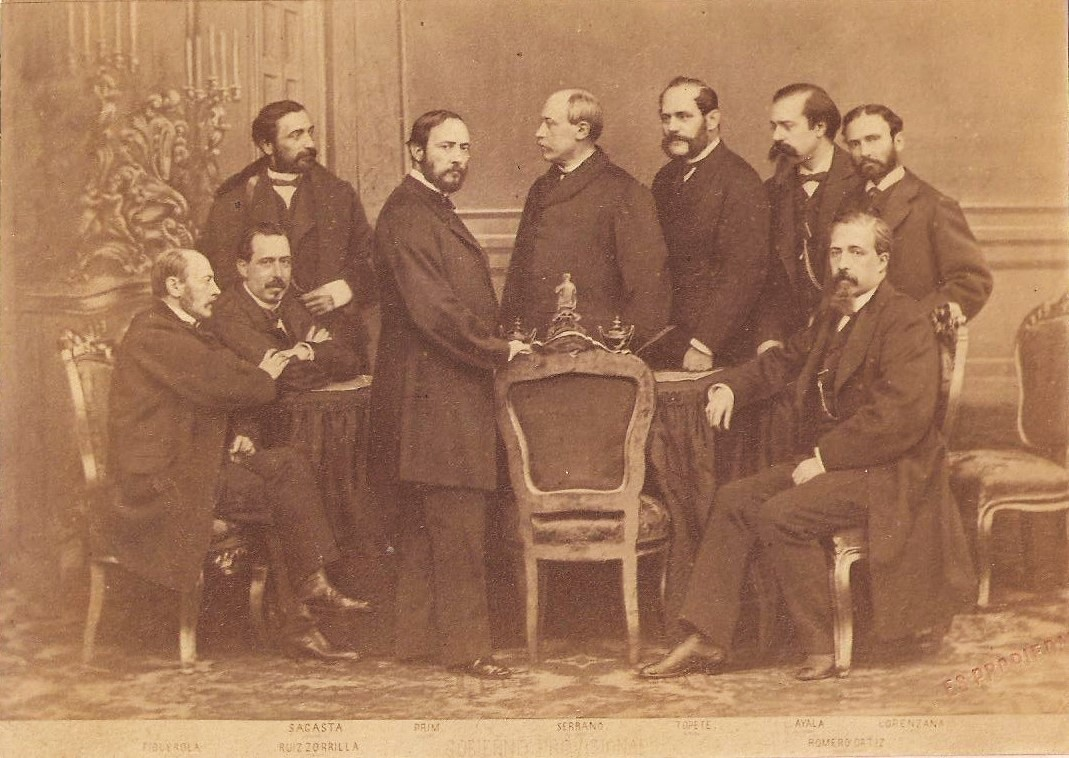
Laureano Figuerola sentado en la esquina izquierda, con el Gobierno provisional de 1869 Desde izquierda: Figuerola, Ruiz Zorrilla, Sagasta, Juan Prim, Serrano, Topete, Adelardo López de Ayala, Lorenzana y Romero Ortiz (foto de J. Laurent).

Después del triunfo de la Revolución de 1868, el general Serrano, que presidía el Gobierno provisional, le dio la cartera de Hacienda, que mantuvo del 8 de octubre de 1868 al 13 de julio del siguiente año. El 19 de octubre de 1868, como ministro de Hacienda, firmó el decreto por el que se implantaba la peseta como unidad monetaria nacional. Volvió a obtener el mismo Ministerio de nuevo en octubre de 1869 a diciembre de 1870, hasta el segundo Gobierno del reinado de Amadeo de Saboya, en que le sucedió Segismundo Moret. En este periodo también fue presidente del Ateneo de Madrid.
Encontrándose la Hacienda pública en una situación de crisis, en marzo de 1870 el ministro Laureano Figuerola presentó ante las Cortes un proyecto de venta de las minas de Riotinto. Estos yacimientos, propiedad del Estado, poseían una gran riqueza mineral aunque habían venido teniendo una explotación deficiente por arrendatarios privados. En esa época ya existían conversaciones con diversos representantes extranjeros de cara a su venta. No sería hasta 1873 en que un consorcio liderado por los Rothschild se hizo con las minas.
Su situación en las Cortes se había hecho difícil a lo largo de este último período ministerial, en que fue seriamente combatido, por una parte, por Pi y Margall y por Tutau (este último sería luego ministro de Hacienda en la Primera República, y por otra, por el mismo sector industrial de Barcelona, habiendo sido durísima la intervención del fabricante catalán Puig y Llagostera). El propio Prim, amigo personal de Figuerola, tuvo que intervenir para calmar los ánimos a éste, que, sintiéndose desautorizado, había presentado la dimisión.

### Vida posterior
Ya con el nuevo rey, Amadeo I, el 22 de marzo de 1871 Figuerola fue elegido senador por Madrid, siendo admitido el 10 de abril y elegido además ese mismo día vicepresidente cuarto del Senado. Tras las elecciones generales de agosto de 1872, el 17 de septiembre ocupó la presidencia interina de la Alta Cámara, y en la sesión del 26 de septiembre fue nombrado presidente definitivo. Tras la renuncia del monarca, las cámaras se disolvieron en febrero de 1873.
Fue elegido presidente de la Junta Directiva de la Asociación de la Institución Libre de Enseñanza (ILE) autorizada por Real Orden de 16 de agosto de 1876, fecha de su fundación. Pertenecía también a la Junta Facultativa del mismo instituto junto a Nicolás Salmerón, Joaquín Costa o Francisco Giner de los Ríos, entre otros.
En 1885 fue elegido concejal del Ayuntamiento de Madrid. Desde 1898 hasta su fallecimiento presidió la Real Academia de Ciencias Morales y Políticas. También llegó a ostentar la presidencia del consejo de administración de la Compañía de los Caminos de Hierro del Sur de España, constituida en 1889.
El 22 de enero del 1903 obtuvo la Gran Cruz de la Orden de Alfonso XII.
Se encuentra enterrado en el cementerio de Gerona, junto con su mujer, y el primer marido de esta.

## Centros Educativos
- La Asociación de la Institución Libre de Enseñanza (ILE): fue su primer presidente.

## Obras
- Causas que contribuyeron a dar a Roma el dominio del mundo antiguo (1852).
- Guía legislativa e inspectiva de instrucción primaria (1844).
- Estadística de Barcelona en 1849 (1849), Organización política de los Estados (1854).
- La reforma arancelaria de 1869 (1879), La ciencia del Derecho en las formas sucesivas de su desenvolvimiento y su estudio en las Universidades (1865).
- Filosofía del trabajo (1861).
- Cuestiones que entraña el problema social (1878).
- Conveniencia e inconveniencia de la libertad de comercio, atendidas las actuales condiciones de España (1884).
- El crédito agrícola (1887).
- Valor económico de España (1894).
- El socialismo en Suiza y Francia (1894).
- Memorias de un Ministro de Hacienda (1903).

## Honores
- Caballero Gran cruz de la Orden Civil de Alfonso XII[10]